# 중구 (1988년 부산 선거구)
중구는 대한민국의 옛 국회의원 선거구이다. 당시 부산직할시 중구 지역을 관할했다.

## 역사
제13대 국회의원 선거를 앞두고 중구·동구·영도구 선거구에서 중구 지역이 독립하면서 신설되었다.
제15대 국회의원 선거를 앞두고 동구 선거구와 통합되어 중구·동구 선거구를 이루게 되면서 폐지되었다.

## 역대 국회의원
| 선거   | 정당 | 정당       | 의원   |
| ------ | ---- | ---------- | ------ |
| 1988년 |      | 통일민주당 | 김광일 |
| 1992년 |      | 민주자유당 | 정상천 |

## 역대 선거 결과

### 대한민국 제13대 국회의원 선거
|  | 45.34% |

|  | 38.88% |

|  | 11.66% |

|  | 2.47% |

|  | 1.61% |

### 대한민국 제14대 국회의원 선거
|  | 62.33% |

|  | 28.48% |

|  | 9.17% |